# ING Bank Hipoteczny (2000–2013)
ING Bank Hipoteczny S.A. (d. Śląski Bank Hipoteczny S.A.) – bank hipoteczny działający w latach w 2000–2013 z siedzibą w Warszawie.

## Historia
Bank został założony przez Bank Śląski S.A. w 2000 w Warszawie jako bank hipoteczny, w tym samym roku otrzymał zezwolenie Komisji Nadzoru Bankowego na rozpoczęcie działalności. Bank specjalizował się w finansowaniu nieruchomości komercyjnych. W 2008 zmienił nazwę na ING Bank Hipoteczny S.A. W 2013 został zlikwidowany poprzez przejęcie przez ING Bank Śląski.